# Suimanga de Johnston
El suimanga de Johnston (Nectarinia johnstoni) és un ocell de la família dels nectarínids (Nectariniidae).

## Hàbitat i distribució
Vegetació alpina al nord-est i est de la República Democràtica del Congo, oest d'Uganda, Ruanda, centre de Kenya, nord-est i sud-oest de Tanzània, nord de Zàmbia i nord de Malawi.